# Kureń Studencki
Kureń Studencki Strzelców Siczowych (ukr. Студентський Курінь Січових Стрільців) – ochotnicza jednostka wojskowa, uformowana w styczniu 1918 w Kijowie ze studentów Uniwersytetu Kijowskiego i uczniów kijowskich szkół średnich w celu walki z agresją bolszewicką.
Oddział liczył 550 żołnierzy. Jedna z sotni kurenia w sile 120 żołnierzy pod dowództwem kapitana Omelczenki brała udział w bitwie pod Krutami. Niedobitki kurenia zostały włączone do składu Hajdamackiego Kosza Słobodzkiej Ukrainy, sam kureń zlikwidowany 26 marca 1918.